# Zoë Mannhardt
Zoë Charlotte Mannhardt (* 26. September 1996) ist eine deutsche frühere Kinderdarstellerin.

## Karriere
Im Jahr 2006 war Mannhardt als „Fli Fla“ in Die Wilden Kerle 3 zu sehen. Bekannt wurde sie durch den Film Hände weg von Mississippi, in dem sie die Hauptrolle der „Emma“ spielte. 2009 hatte sie eine Rolle im Film Die Perlmutterfarbe. Mannhardt besuchte ein Gymnasium und hat ihr Abitur gemacht.

## Filmografie
- 2006: Die Wilden Kerle 3 als Fli Fla
- 2007: Hände weg von Mississippi als Emma
- 2009: Die Perlmutterfarbe als Lotte
- 2012: Jeder Tag zählt als Tini